# Glauco Onorato
Glauco Onorato (Turim, 7 de dezembro de 1936 – Roma, 31 de dezembro de 2009) foi um ator e dublador italiano.
Como ator e dublador popular entre o público em toda a Itália, ele era conhecido por dublar quase todos os papéis de Bud Spencer, já que Spencer tinha um forte sotaque de Nápoles. Onorato trabalhou de forma consistente desde o final da década de 1950 até pouco antes de sua morte.

## Biografia
Glauco Onorato nasceu em Turim em 7 de dezembro de 1936 e foi educado na Academia Nacional de Artes Dramáticas Silvio D'Amico. Seu pai era Giovanni Onorato, também ator, e seu irmão era Marco Onorato, que era diretor de fotografia.
Ativo no cinema, teatro e televisão, Onorato atuou em mais de 31 filmes e 51 programas de televisão. Entre os papéis mais notáveis de Onorato estão um homem assombrado pelo sobrenatural na obra-prima de Mario Bava, I Tre volti della paura, um soldado retornando da frente russa em I girasoli, de Vittorio De Sica, e como um gangster implacável no filme policial The Big Racket. Ele também estrelou como o pai de Leonardo da Vinci, Piero da Vinci, na minissérie de televisão La Vita di Leonardo Da Vinci. Ele também fez apresentações de atuação no teatro. No palco, Onorato estrelou a edição de 1978 da peça de comédia musical Rugantino de 1962 e fez colaborações com muitos outros atores e diretores de teatro, como Enrico Montesano e Ottavia Piccolo. Ele também estrelou como Sir John Falstaff na adaptação teatral de As Alegres Comadres de Windsor.

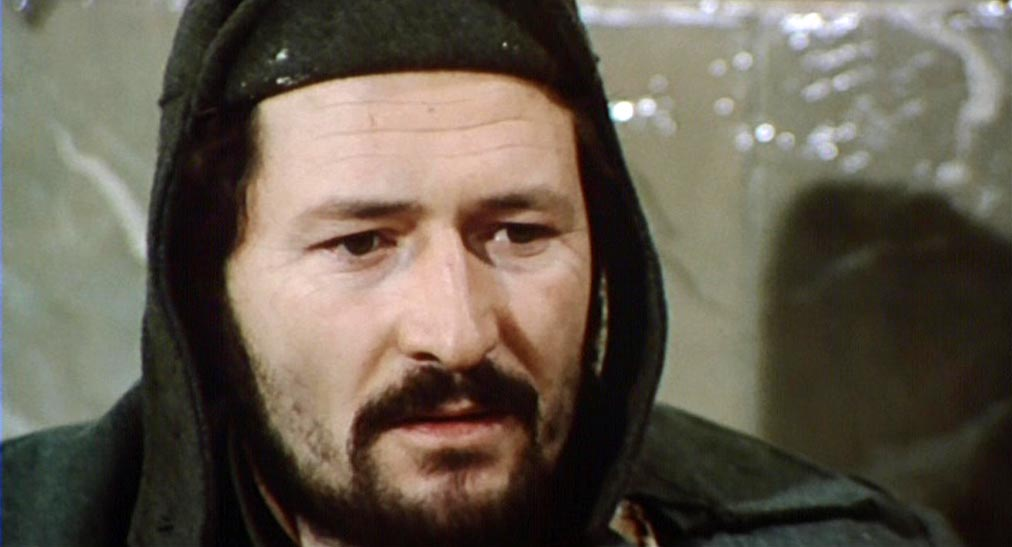
Onorato em Os Girassóis da Rússia (1970).

Com uma voz profunda, estrondosa, mas cômica, Onorato ganhou sua maior fama como dublador. Ele dublou muitos filmes e programas de televisão em língua estrangeira em italiano. Ele forneceu a voz italiana para atores como Danny Glover, James Coburn, Anthony Quinn e Charles Bronson, bem como Arnold Schwarzenegger em seus filmes anteriores e icônicos, mais notavelmente O Exterminador do Futuro. No entanto, ele pode ser mais conhecido por dublar o ator italiano Bud Spencer (cujo forte sotaque napolitano foi considerado inadequado para seus papéis) em quase todos os seus filmes. Nos papéis animados de Onorato, ele forneceu as vozes italianas do Capitão Gantu na franquia Lilo &amp; Stitch, Sykes em Oliver e Seus Companheiros, Professor Ratigan em As Peripécias de um Ratinho Detetive, Carface Caruthers em Todos os Cães Merecem o Céu e Willie the Giant em O Conto de Natal do Mickey na 2ª redublagem.

### Vida pessoal
Onorato teve dois filhos: Riccardo Nissem Onorato e Sara Onorato, que também são dubladores.

## Morte
Onorato morreu no Hospital San Camillo, em Roma, em 31 de dezembro de 2009, aos 73 anos, depois de lutar por algum tempo contra uma doença grave não revelada.